# Zbigniew Natkański
Zbigniew Marek Natkański (ur. 28 listopada 1958 w Opocznie) – polski dziennikarz, prezes łódzkiego oddziału Stowarzyszenia Dziennikarzy Polskich (od 2010).

## Życiorys
Jest synem Józefa i Ireny Natkańskich. Ukończył studia historyczne na Uniwersytecie Łódzkim. Od 1980 działał w opozycji. Od 1981 był redaktorem „Nowszych Dróg” – gazety Związku Młodzieży Demokratycznej w Łodzi. Podczas stanu wojennego uczestniczył w strajku na Wydziale Prawa Uniwersytetu Łódzkiego. Był aktywnym działaczem Niezależnego Zrzeszenia Studentów oraz członkiem Tymczasowego Samorządu Studenckiego UŁ utworzonego w 1983. Publikował w czasopismach satyrycznych „Agentura” i „Antykomunista” (1985–1986). Kolportował ulotki, znaczki okolicznościowe, książki, prasę podziemną: „Biuletyn Łódzki”, „Tygodnik Mazowsze”, „Solidarność Walczącą” i „Prześwit”. Był objęty inwigilacją komunistycznej bezpieki.
Po 1992 roku pracował w Telewizji Polskiej i współpracował z Polskim Radiem, był redaktorem „Tygodnika Angora”, w latach 2016–2017 pracował jako Zastępca Dyrektora w Wydziale Spraw Obywatelskich i Cudzoziemców Łódzkiego Urzędu Wojewódzkiego w Łodzi, był członkiem rady programowej Polskiej Agencji Prasowej w latach 2017–2020. Czwartą kadencję (od 2010 roku) pełni funkcję prezesa łódzkiego oddziału Stowarzyszenia Dziennikarzy Polskich, jest także wiceprzewodniczącym Komisji Rewizyjnej Stowarzyszenia Dziennikarzy Polskich.
Jest współzałożycielem Łódzkiego Oddziału Kultury Niezależnej, członkiem zarządu Stowarzyszenia „Związek Weteranów III Konspiracji 1956–1989”, współpracownikiem Klubu Historycznego im. gen. S. Roweckiego „Grota”, członkiem Wojewódzkiego Komitetu Ochrony Miejsc Walki Pamięci i Męczeństwa.

## Odznaczenia
- Złoty Krzyż Zasługi (2010)[8]
- Odznaka „Za Zasługi dla Miasta Łodzi” (2015)[7]
- Krzyż Wolności i Solidarności (2016)[4]
- Medal Stulecia Odzyskanej Niepodległości (2022)[3]